# Castillo de Chinon
La fortaleza real de Chinon es un castillo situado en la comuna francesa de Chinon, en el departamento de Indre-et-Loire,  construido sobre un espolón rocoso que domina el río Vienne y la ciudad. Esta posición estratégica permite asegurar el control del pasaje sobre el Vienne, afluente del Loira.
Fue fundado por Teobaldo I, conde de Blois; en el siglo XI el castillo pasó a ser propiedad de los condes de Anjou. En 1156 Enrique II de Inglaterra, miembro de la Casa de Anjou, tomó la fortaleza en manos de su hermano Geoffrey y lo adecuó para servir de residencia habitual: la mayor parte de la estructura se puede atribuir a su reinado y murió allí en 1189.
A principios del siglo XIII, el rey Felipe II de Francia se apoderó de Chinon en 1205 tras un asedio que duró varios meses. Cuando el rey Felipe IV acusó a los templarios de herejía durante la primera década del siglo XIV, varios miembros destacados de la Orden fueron encarcelados en la fortaleza.
Utilizado por Carlos VII en el siglo XV, el castillo de Chinon se convirtió en prisión en la segunda mitad del siglo XVI, pero luego cayó en desuso con la consecuente degradación.
Fue reconocido como un monumento histórico por el Ministerio de Cultura de Francia en el año 1840. El castillo, que alberga un museo, es propiedad y está gestionado por el Consejo General de Indre-et-Loire; fue restaurado en el siglo XXI y es una importante atracción turística.
Forma parte del conjunto de castillos del Loira que fueron declarados Patrimonio de la Humanidad por la Unesco en 2000.

## Historia

### Época galo-romana
El lugar donde se alza la fortaleza fue ocupado hace ya unos tres mil años según lo revelado por excavaciones arqueológicas recientes. La situación estratégica del emplazamiento, en la orilla del río Vienne a unos 10 kilómetros de donde se une al Loire, propició el asentamiento humano desde tiempos prehistóricos; los ríos conformaban las rutas comerciales más importantes y el Vienne lo unía a las fértiles llanuras del sur de la región de Poitou y la ciudad de Limoges, vía Loire.
Hace falta esperar al final de la época gala para conocer un poco sus habitantes: un aristócrata y guerrero galo erigió su morada en la localización del actual castillo. Los arqueólogos han encontrado la zanja cuadrada del recinto donde se alzaba muralla; en el interior se encontraban casas particulares, edificios agrícolas, almacenes y un espacio político y cultural. El dueño de la propiedad fue enterrado justo delante, con su gran espada, privilegio concedido por César a los veteranos de sus tropas auxiliares nativas. En aquellos tiempos galo-romanos, Chinon era ya una pequeña ciudad con mercado.

### Imperio romano y Alta Edad Media
A finales del Imperio romano, el promontorio fue fortificado y se convirtió en un castrum mencionado por el historiador Gregorio de Tours. Se construyó una muralla alrededor con un espesor de pared de 2,40 m y que debía tener alrededor de una media docena de torres; para los cimientos se reutilizaron grandes bloques de piedra de los antiguos edificios galos. Chinon, que formaba parte del reino de los visigodos, resistió el asedio del general romano Egidio, en el año 463. El promontorio fortificado fue sucesivamente ocupado por los merovingios y los carolingios. De esta época han sido encontrados enterrados edificios y grandes silos u hoyos excavados en el suelo, enlucidos con arcilla donde se almacenaba grano.
El castillo en sí fue tomando forma entre los siglos VI y X. Se construyeron edificios condales y una torre protegidos por una muralla y separados del conjunto arquitectónico, situados en el extremo oriental del castillo actual. Este conjunto es distinto del resto de construcciones situadas más al oeste: alberga instalaciones destinadas a la economía y talleres artesanales necesarios para el funcionamiento del castillo.
Entre los siglos en los siglos VII y XIII Chinon fue capital de una jurisdicción administrativa medieval, una veguería, albergando un taller de moneda real transferida de Tours ante la amenaza implacable de los vikingos entre los años 920 y 954.

### Condes de Blois y condes de Anjou
En el siglo X, la fortaleza estaba en manos de los condes de Blois, vasallos del rey de Francia. El primero y más poderoso de ellos, Teobaldo I de Blois llegó a ser conde alrededor del año 942, y permaneció en el castillo hasta 974. Hizo construir una torre de piedra en 954. Para fortalecer la capacidad defensiva del castillo, lo hizo rodear por una muralla.
El castillo se convirtió en un problema territorial entre los condes de Blois y los de Anjou, mientras se produjeron importantes cambios arquitectónicos durante la primera mitad del siglo XI. Para aumentar la superficie se construyó diversos habitáculos y un convento, entre otros.

#### Las grandes reformas: Luis I de Anjou y Carlos VII de Francia

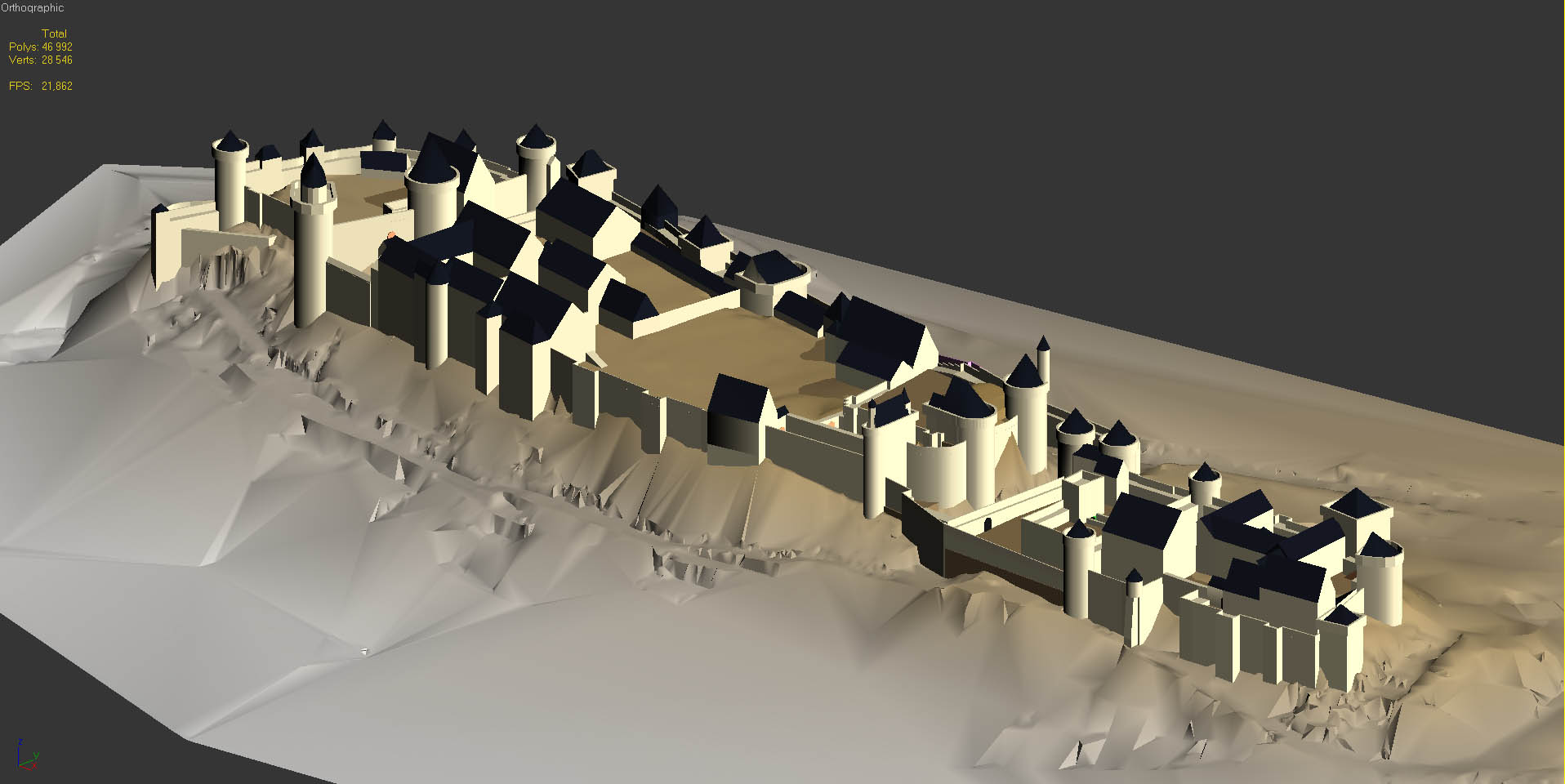
Reproducción en 3D del castillo de Chinon en el.

Alrededor del año 1370, el duque Luis I de Anjou comenzó a reconstruir las estancias. De este conjunto, sólo queda el ala sur, que albergaba a un auditorio en el extremo este. Se administraba justicia en una habitación muy grande del piso superior, mientras que las cuatro habitaciones con calefacción, en la planta baja, servían de oficina.
En la época de Carlos VII de Francia, el conjunto adopta su configuración final: tres alas alrededor de un patio. Uno de los edificios del priorato Saint-Melaine, que estaba pared a pared con las viviendas de la casa se transforma sala de Juego de palma, deporte aristocrático muy de moda en la época. Al edificio perpendicular que lindaba con Coudray se le realizó un porche que permitía pasar del castillo de Milieu al fuerte Coudray. El auditorio fue reformado en gran salón del castillo, más conocido como "Salle de la Reconnaissance".
El resto del ala sur fue ocupada por las habitaciones de Carlos VII y su esposa María de Anjou, en el primer piso. Estaban compuestas por un recibidor, un dormitorio, armarios y aseos. Cuartos de servicio y comedor se encontraban en la planta baja. La reina, principal ocupante durante más de 25 años, de 1435 a 1461, fue responsable de muchos de los cambios y arreglos.

### Episodio templario
Entre el 18 y el 20 de agosto de 1308, el castillo de Chinon fue el escenario de un importante acontecimiento en la historia de los caballeros templarios. Fundados como orden militar cristiana en Tierra santa a finales de la Primera cruzada, en el siglo XII, a finales del siglo XIII la Orden del Temple había ganado grandes extensiones de tierras y beneficios en Europa, especialmente en Francia. Como parte de la lucha de poder entre el rey de Francia Felipe el Hermoso y el papa Clemente V y con el fin de confiscar el oro de los templarios, el monarca encargó a Guillermo de Nogaret la recopilación de pruebas relacionadas con las desviaciones de la orden. En seguida se iniciaron diversos procesos y juicios donde la tortura se asentó como método para obtener confesiones rápidamente y que iban más allá de las acusaciones iniciales. A fin de mantener los juicios a su manera, el rey francés se las ingenió para mantener durante los procesos al papa a distancia.